# Pennaria armata
Pennaria armata är en nässeldjursart som först beskrevs av Ernst Vanhöffen 1911.  Pennaria armata ingår i släktet Pennaria och familjen Pennariidae. Inga underarter finns listade i Catalogue of Life.